# أفرايم ميدينا رييس
أفرايم ميدينا رييس (بالإسبانية: Efraím Medina)‏ هو كاتب كولومبي، ولد في 29 يونيو 1967 في كارتاهينا في فنزويلا.